# كولن جونز
كولن جونز (بالإنجليزية: Colin Jones)‏ (8 سبتمبر 1940 تشستر المملكة المتحدة - 25 أكتوبر 2016) هو لاعب كرة قدم بريطاني. لعب 3 مباريات.

## مسيرته

### مسيرته مع الأندية
- 1959 - 1960 لعب مع نادي تشستر سيتي 3 مباريات.